# Budynek szkoły przy ulicy Łukasza Górnickiego 20 we Wrocławiu

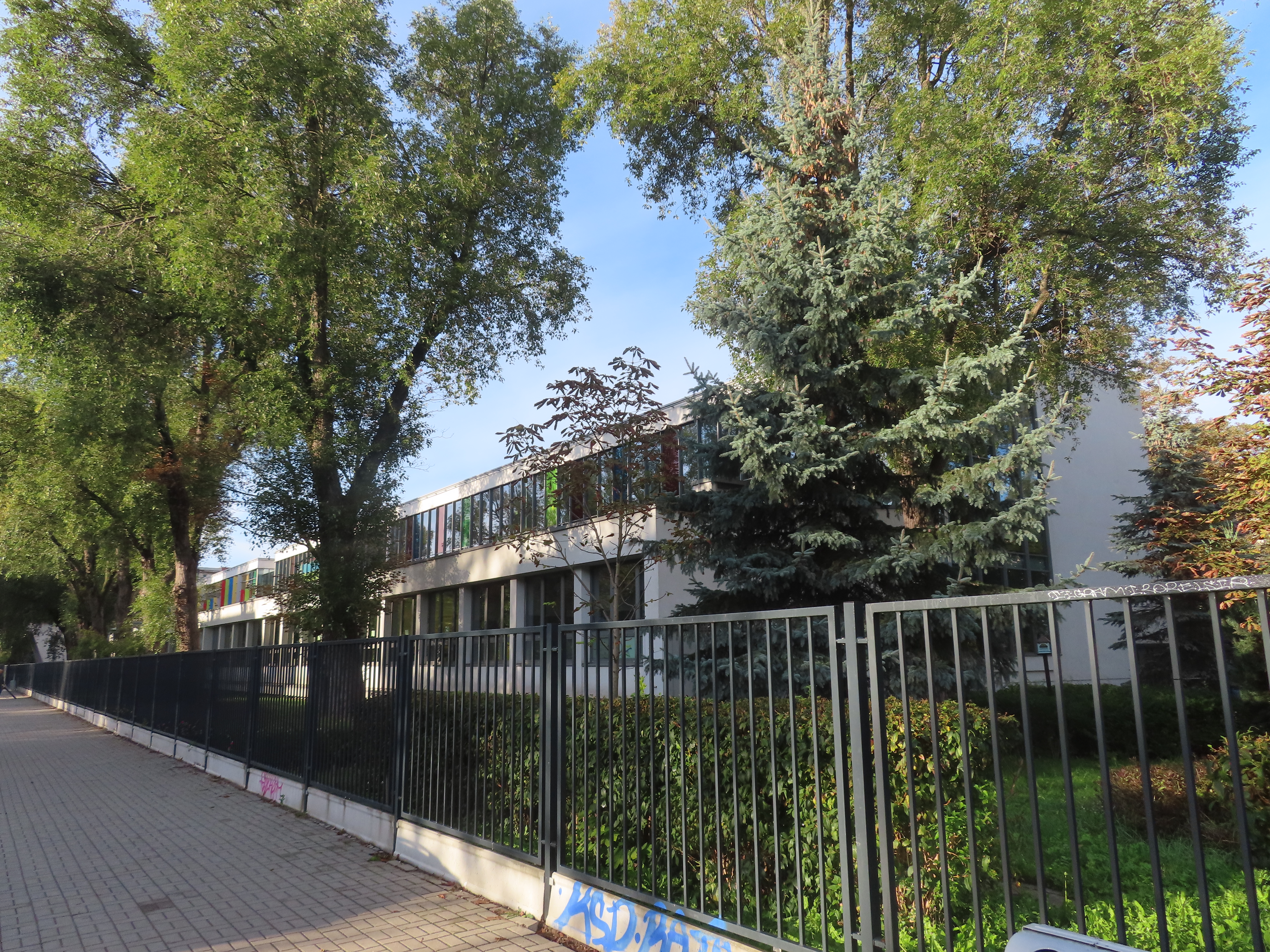
Fasada

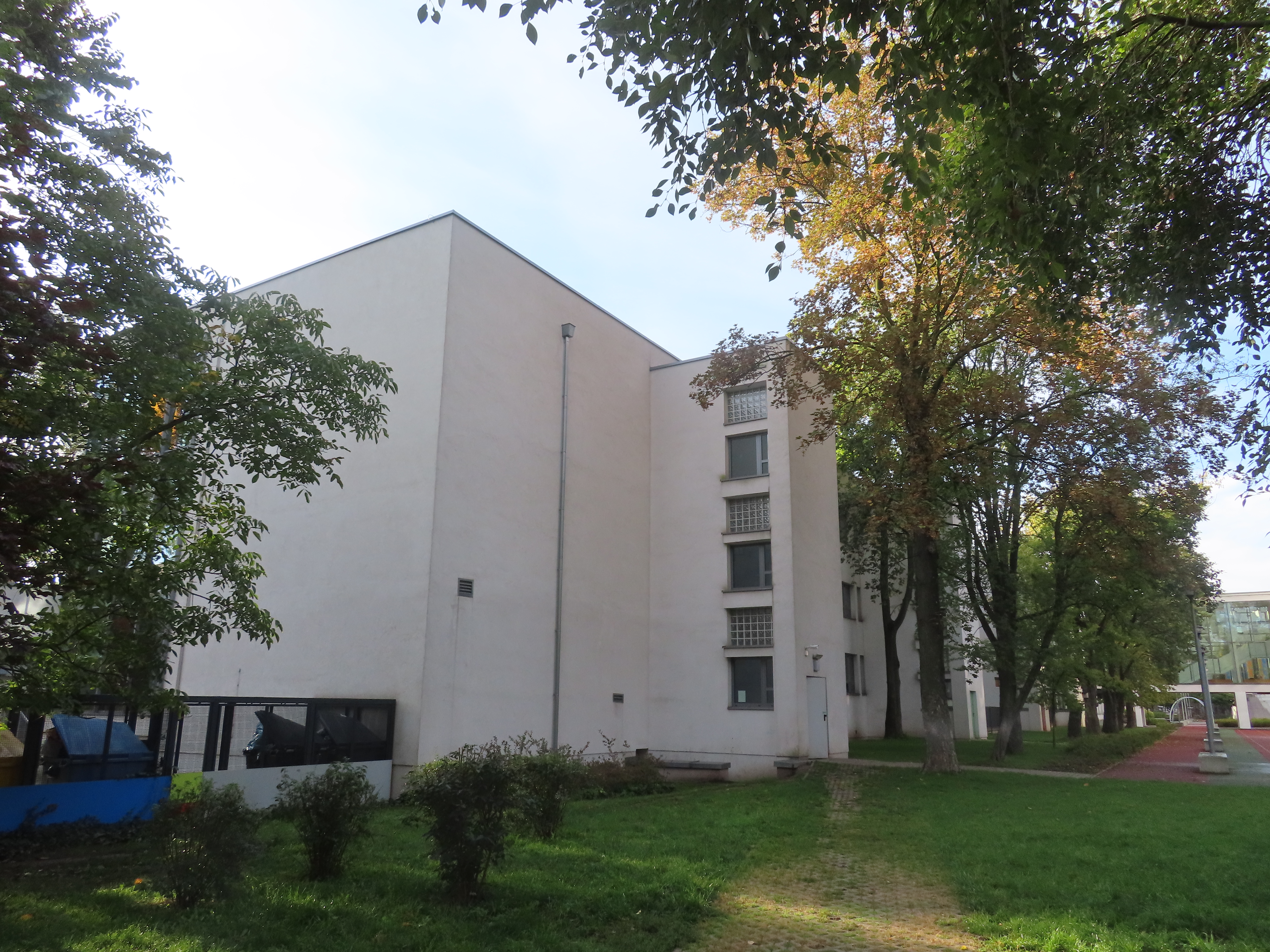
Elewacja tylna

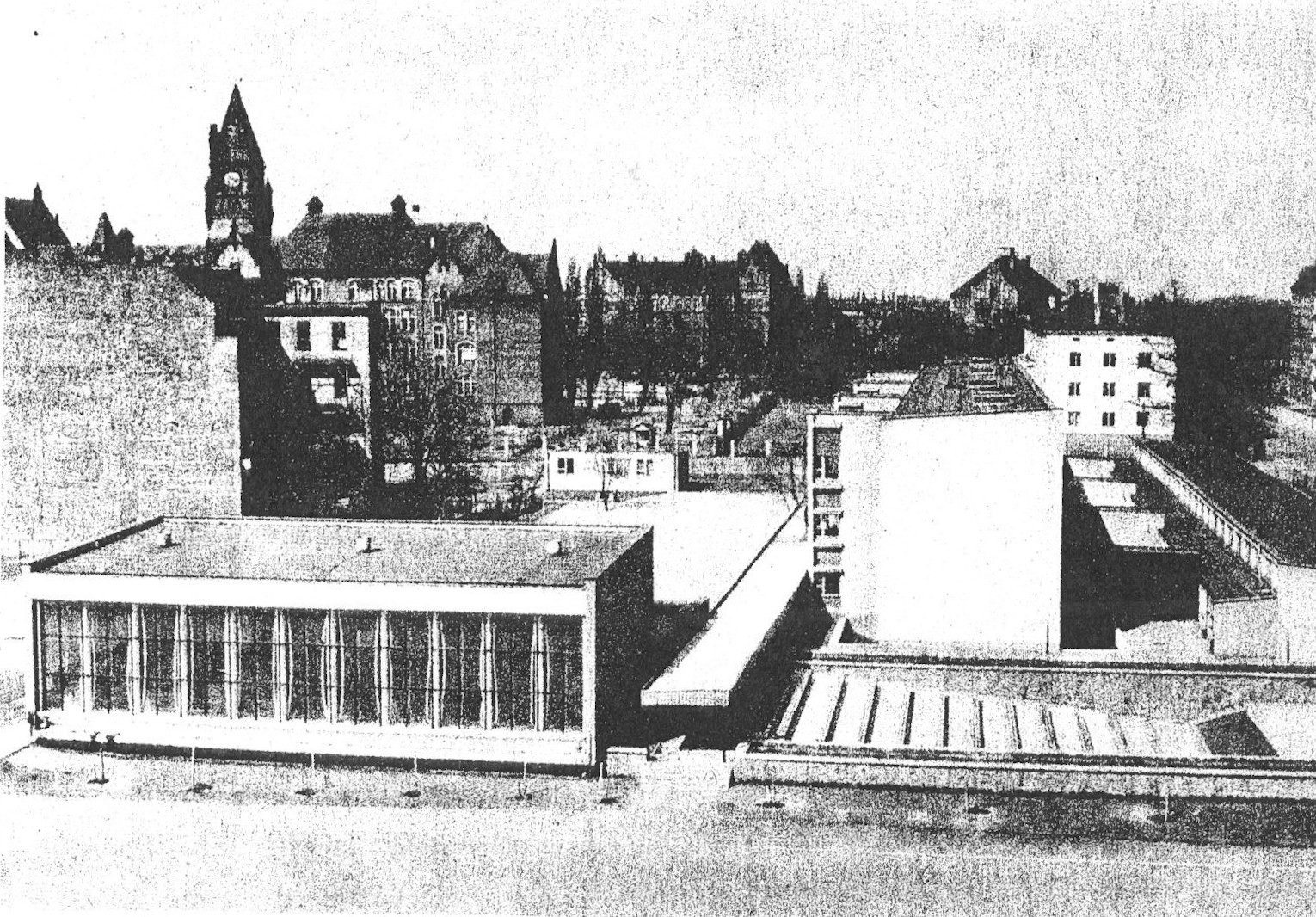
Widok ogólny w l. 60. XX w.

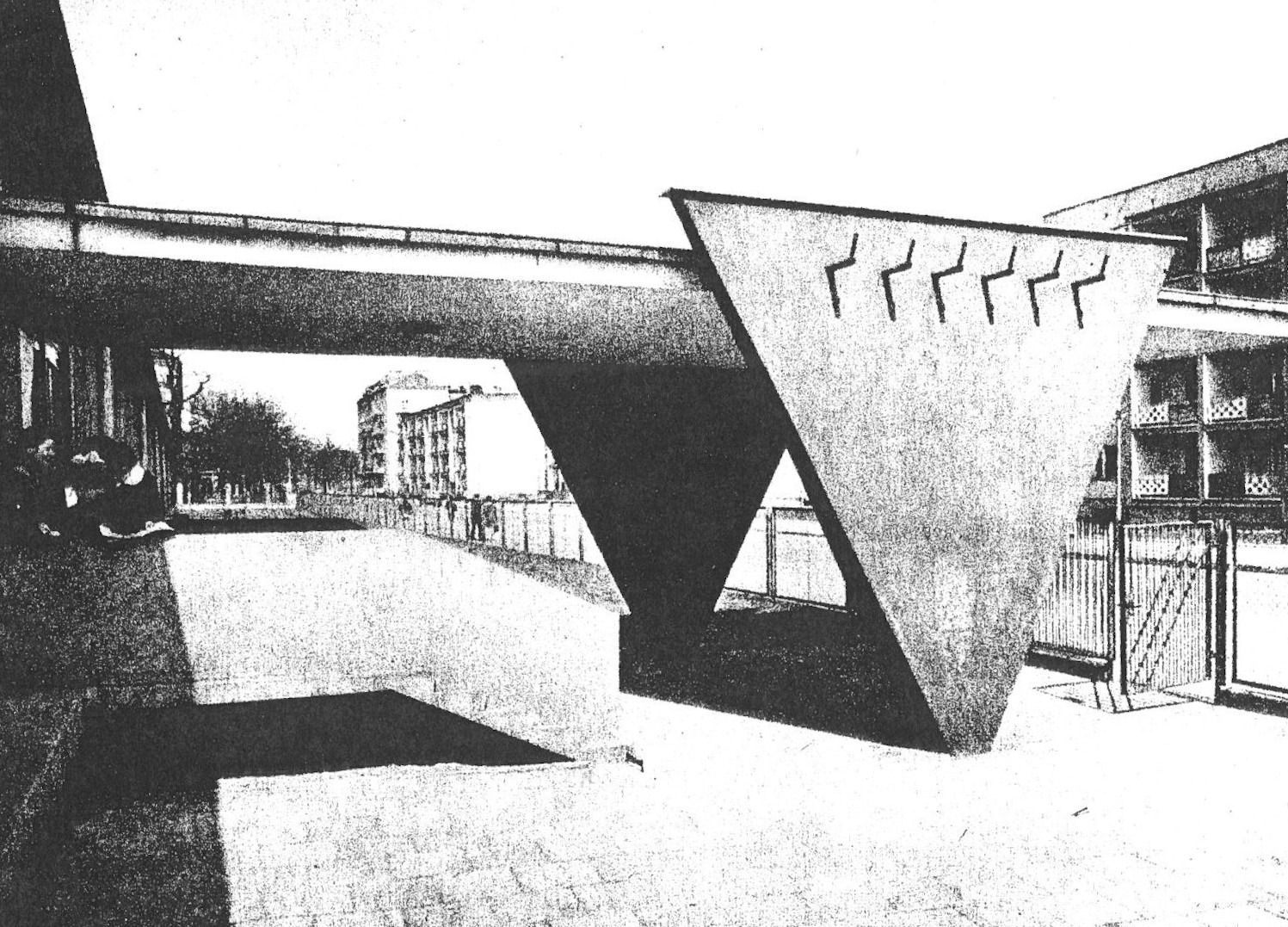
Wejście główne w l. 60. XX w

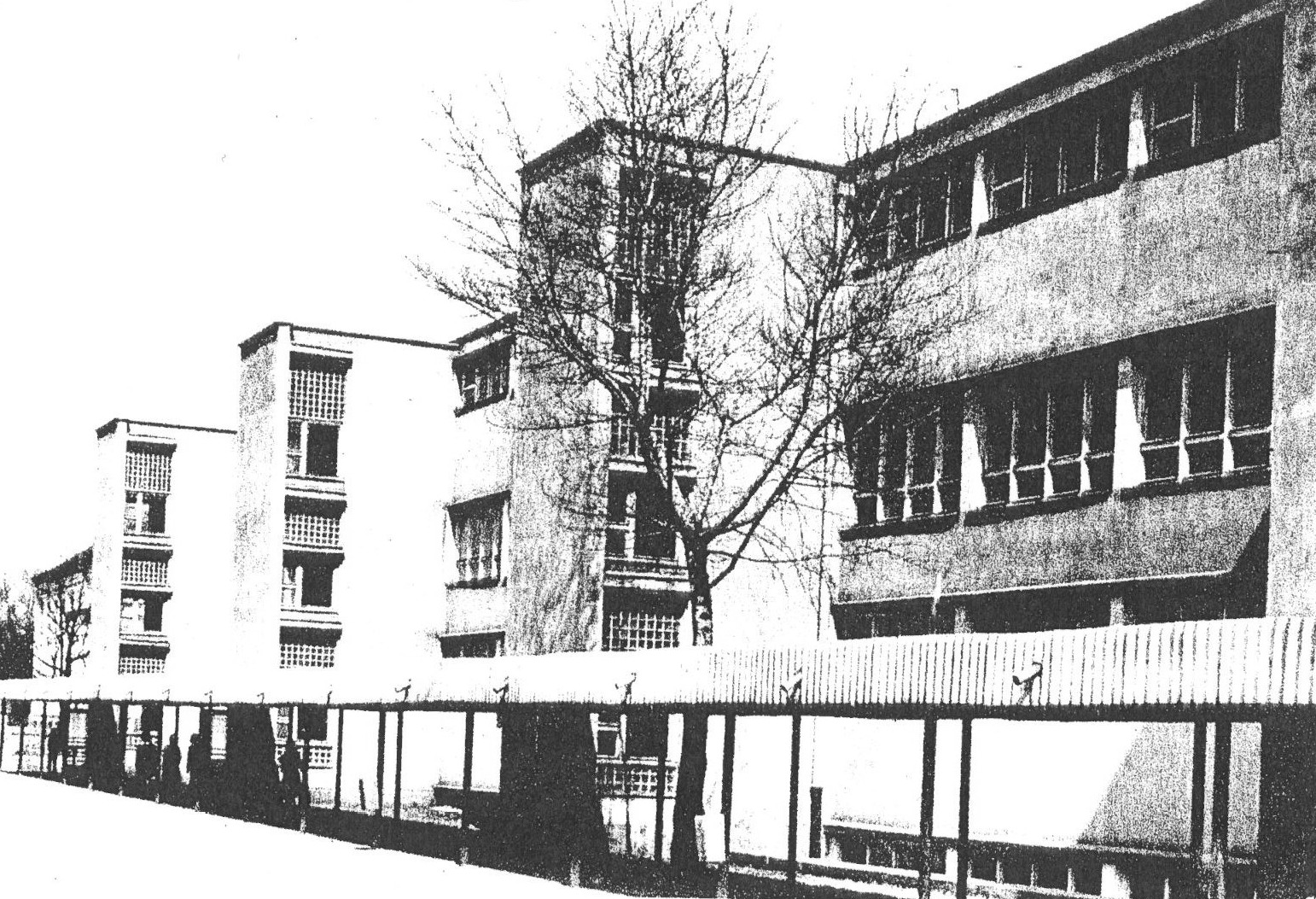
Elewacja tylna w l. 60. XX w

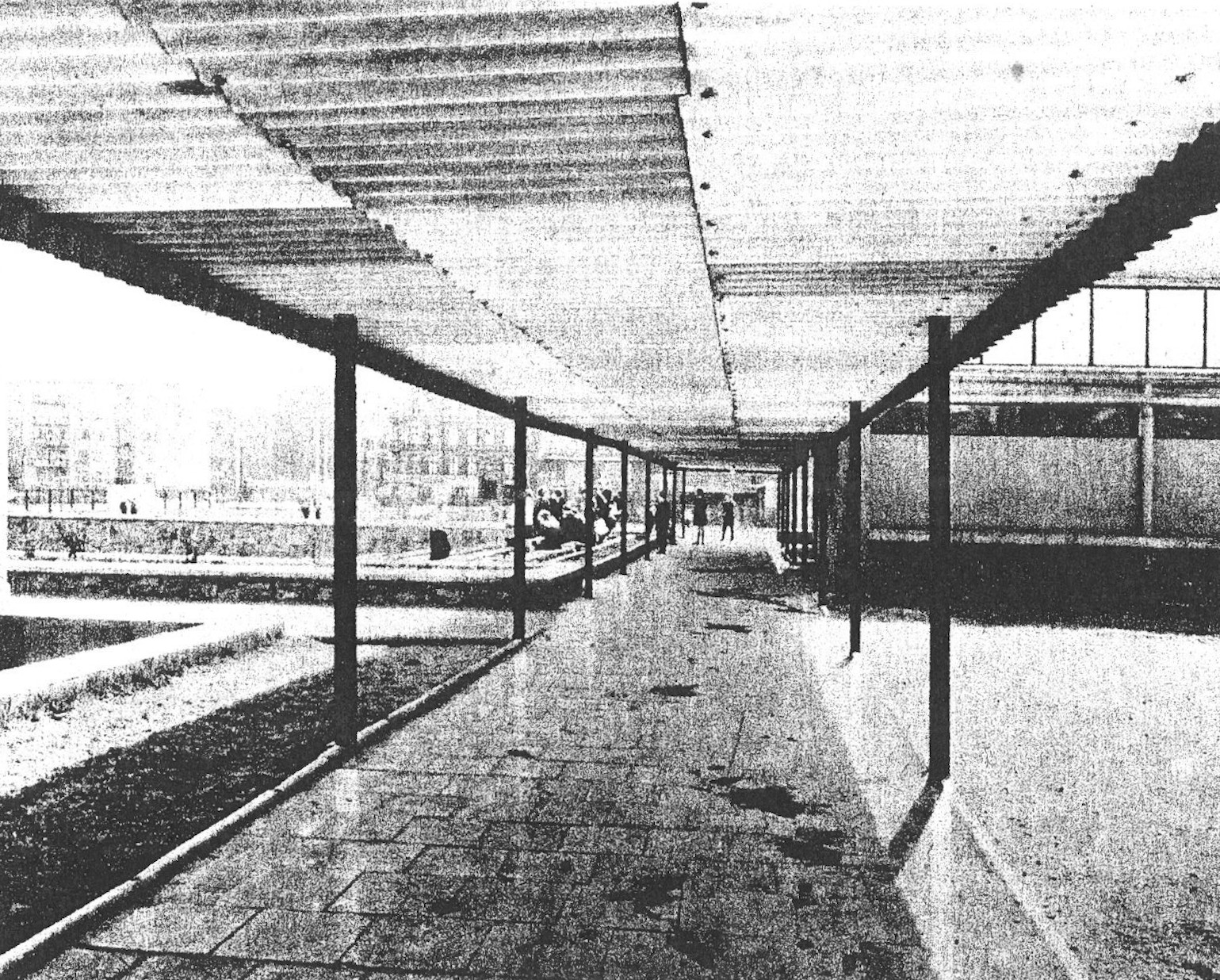
Pasaż w l. 60. XX w

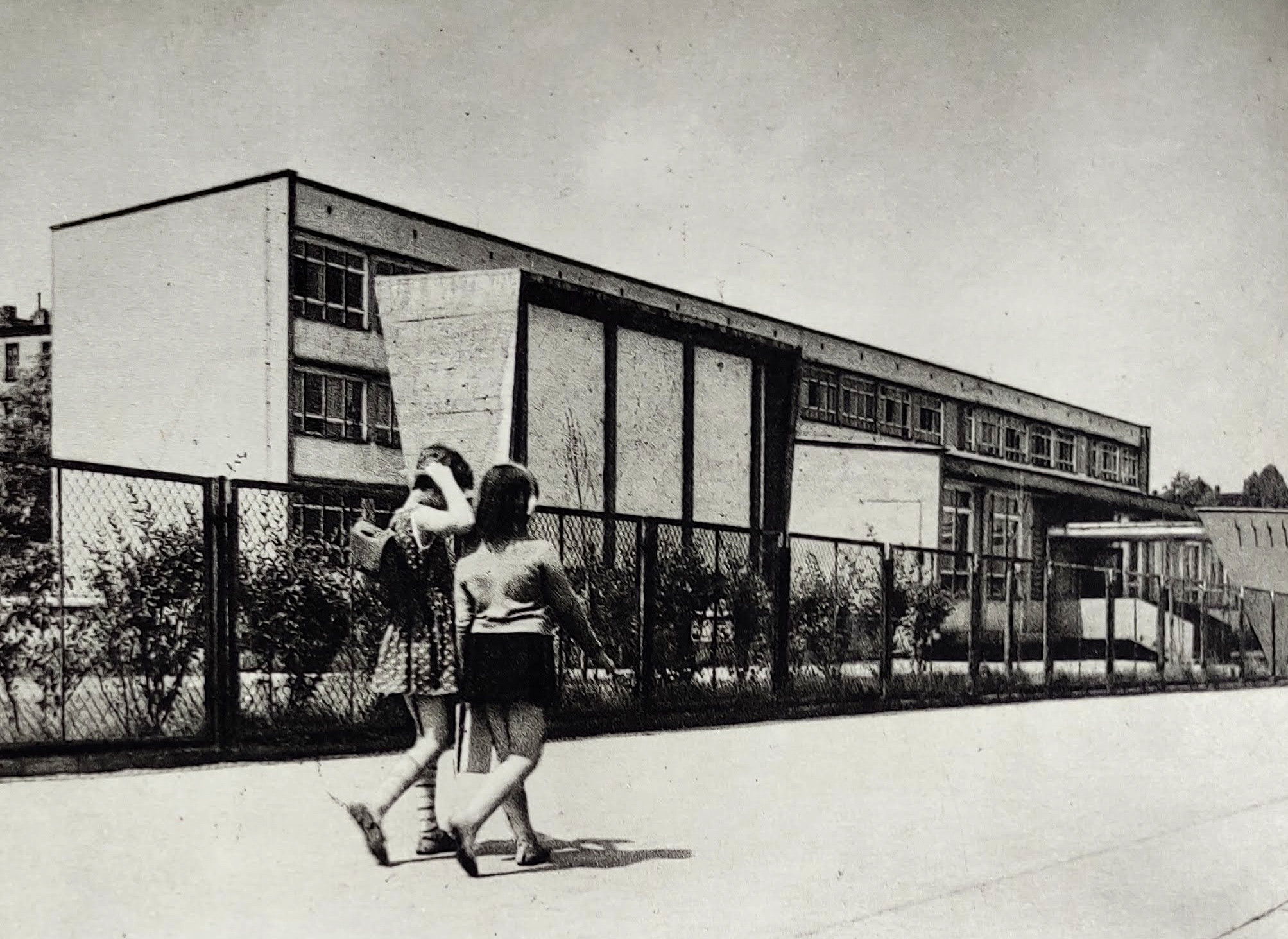
Fasada w l. 60. XX w

Budynek szkoły przy ulicy Łukasza Górnickiego 20 – budynek szkoły położony we Wrocławiu przy ulicy Łukasza Górnickiego 20 na osiedlu Ołbin. Budowa obiektu prowadzona była od 1958 r. do 1961 r. Była to trzecia w mieście szkoła tysiąclecia. Przeznaczono ją dla potrzeb szkoły podstawowej. Współcześnie w budynku mieści się Szkoła Podstawowa nr 84 imienia Ruchu Obrońców Pokoju. Obiekt został wpisany na listę wrocławskich dóbr kultury współczesnej.

## Położenie i otoczenie
Szkoła położona jest we Wrocławiu na osiedlu Ołbin, przy ulicy Łukasza Górnickiego 20, w kwartale ulic: Łukasza Górnickiego, Henryka Sienkiewicza, Ukryta oraz Chemiczna. Teren szkoły zajmuje większą część obszaru wyznaczonego tymi ulicami. Oprócz niego w północno-zachodniej jego części posadowione są dwie, zachowane, przedwojenne kamienice. Pomiędzy szkołą a ruchliwą arterią jaką jest ulica Henryka Sienkiewicza, będąca drogą zbiorczą, położony jest niewielki teren zieleni – zieleniec przy ul. Sienkiewicza.
Część miasta, w której leży budynek, zaliczana jest do obszarów zabudowy śródmiejskiej, z dużym stopniem wykorzystania terenu oraz z dużą gęstością zaludnienia. Charakterystycznymi cechami takiej zabudowy jest blok urbanistyczny w postaci kwartału zabudowy, z ciągłymi pierzejami wzdłuż ulic i placów. Występują tu także licznie ważne obiekty i obszary publiczne oraz komercyjne. Teren ten charakteryzuje się także wyjątkowo korzystnym lub bardzo dobrym dostępem do infrastruktury komunikacyjnej, w sąsiedztwie zespołu zabudowy znajdują się przystanki tramwajowe dla linii komunikacyjnych w ramach wrocławskiej komunikacji miejskiej.

## Historia
Miejsce to przed II wojną światową stanowiło obszar o charakterze śródmiejskim gęsto zabudowany głównie kamienicami mieszkalnymi rozmieszczonymi w układzie pierzejowym, ewentualnie z oficynami i inną zabudową we wnętrzach międzyblokowych. W wyniku prowadzenia działań wojennych podczas oblężenia Wrocławia z 1945 r. część zabudowy uległa zniszczeniu, choć zniszczenia w tej części miasta były w porównaniu choćby z dzielnicami południowymi i zachodnimi znacznie mniejsze. Pośród zachowanej przedwojennej tkanki miejskiej powstały mniejsze lub większe wolne przestrzenie, w tym kwartał w którym obecnie znajduje się budynek szkoły.
Projekt szkoły powstał w 1958 r.. Projektantem obiektu jest Zenon Prętczyński. Za symboliczny początek budowy uznaje się dzień 3 maja 1958 roku. Wówczas to podczas zjazdu goście z Filipin i Indonezji, którzy wmurowali kamień węgielny pod budowę trzeciej we Wrocławiu szkoły tysiąclecia z okazji X rocznicy Kongresu Intelektualistów, który miał miejsce we Wrocławiu w 1948 r. Uroczyste otwarcie szkoły odbyło się w dniu 4 marca 1961 r. Wówczas to oficjalne nadano jej imię Ruchu Obrońców Pokoju, bowiem ta międzynarodowa organizacja miała swe początki między innymi właśnie we Wrocławiu na Światowym Kongresie Intelektualistów z 1948 roku, odbywającym się razem z Wystawą Ziem Odzyskanych. W tym samym okresie po wschodniej stronie ulicy Łukasza Górnickiego realizowano osiedle budynków mieszkalno-usługowych dla Wrocławskiej Wspódzielni Mieszkaniowej przeznaczone dla około 400 mieszkańców.
Spośród późniejszych wydarzeń związanych ze szkołą wymienia się między innymi pożegnanie wrocławskiej delegacji na Kongres w Obronie Pokojowej Przyszłości Świata, który odbył się w Warszawie w 1986 r. W XXI wieku zdecydowano o konieczności modernizacji i rozbudowy szkoły. Pierwsze działania w tym zakresie podjęto w 2008 r.. Zadanie ułatwiło organizacyjne połączenie tej szkoły ze szkołą podstawową nr 60, która mieściła się przy ulicy Świętokrzyskiej 45-55. W 2013 r. zdecydowano o tymczasowym przeniesieniu placówki do budynku przy ulicy Świętokrzyskiej, co umożliwiało prowadzenie robót budowlanych. Budowa była prowadzona od 2014 r. W jej ramach przebudowano i nadbudowano starą część i równocześnie w ramach rozbudowy powstała nowa część szkoły. Nauka w obiekcie miała zostać przywrócona w 2015 r., ostatecznie jednak rozpoczęła się we wrześniu 2016 r. Inwestycja umożliwiła zwiększenie liczby uczniów w placówce z 300 do około 900-1.000. Na 2017 r. zaplanowano oddanie nowego bloku sportowego z basenem. Jej koszt początkowo miał wynieść 25.344.000,00 zł, a ostatecznie zamknął się kwotą 29,9 mln zł (bez nowego bloku sportowego). W ten sposób przywrócono blask zaniedbanemu przez lata dziełu architektonicznemu. W 2021 r. pilotażowo wprowadzono, kontynuowany w kolejnych latach, program Szkolna Ulica polegający na zamykaniu dla ruchu kołowego odcinka ulicy Łukasza Górnickiego przy szkole, w czasie poprzedzającym rozpoczęcie lekcji, kiedy dzieci przychodzą do szkoły, dla zwiększenia bezpieczeństwa w tym zakresie.

## Nieruchomość i architektura
Budynek położony jest na działkach gruntu o łącznym polu powierzchni wynoszącym 1,4891 ha, które stanowią własność Gminy Wrocław, ale pozostają w zarządzie, użytkowaniu. Klasoużytek wszystkich tych działek określony jest jako Bi - inne tereny zabudowane. Do największej z działek przypisane są następujące numery adresowe: ul. Łukasza Górnickiego 20, ulica Chemiczna 7, ul. Ukryta 3. Działka ta ma przypisany identyfikator G5 026401_1.0005.AR_15.59 oraz identyfikator IIP PL.PZGiK.112.EGiB 36C80765-0E4D-4A2E-B57E-0C8AF043CCB1. Powierzchnia zabudowy budynku wynosi 7.051 m². Budynek ma cztery kondygnacje nadziemne. Według Klasyfikacji Środków Trwałych zaliczany jest do grupy k - budynki oświaty nauki i kultury oraz sportowe (107). Budynek ma przypisany identyfikator G5 026401_1.0005.AR_15.59.1_BUD oraz identyfikator IIP PL.PZGiK.112.EGiB C6C39661-30E7-4751-8D57-B1154149573C. W budynku mieści się Szkoła Podstawowa nr 84 imienia Ruchu Obrońców Pokoju.
Sam projekt wyróżniał się, zarówno na tle ówczesnych realizacji, jak i we współczesnym kontekście. W szczególności docenia się układ funkcjonalny obiektu. Architekt zaprojektował bowiem niższą część przednią przy ulicy i wyższą część budynku w głębi działki budowlanej o różnym przeznaczeniu. W niższej części zaplanowano między innymi szatnie i świetlicę. Natomiast w części wyższej rozmieszczono sale lekcyjnej w strefach podzielonych ze względu na wiek uczniów. Charakterystyczne były także klasy. Miały one w rzucie prostokątnym kształt kwadratu, a nie typowego prostokąta, co w założeniach miało skrócić dystans pomiędzy uczniami a nauczycielem i tworzyć przyjazną atmosferę. Sale te były doświetlone oknami rozmieszczonymi po obu stronach klasy. W obiekcie przewidziano także sale sportowe, amfiteatr i sale do rekreacji. Uwagę zwracał także sposób wyeksponowania wejścia głównego do szkoły, przy pomocy konstrukcji wykonanej z betonu i ukształtowanej w ekspresyjnej formie.

## Odbiór i ochrona
Można spotykać opinię, iż szkoła wraz z modernistycznymi blokami mieszkalnymi przy ulicy Górnickiego należącymi wspominanego wyżej zespołu zabudowy mieszkalno-usługowej współtworzyła lśniący nowoczesnością obszar wśród poniemieckich i zaniedbanych kamienic. Inne opinie wskazują także na niebanalną architekturę budynku nawiązującą do przedwojennego modernizmu i przemyślaną funkcjonalność, np. w wyżej wspominanym zakresie ukształtowania i doświetlenia klas, do tego stopnia, iż rozważana była możliwość wpisania obiektu do rejestru zabytków. Ten projekt wymienia się także jako jedno z ważniejszych dokonań jego autora – Zenona Prętczyńskiego – cenionego architekta, wręcz określanego jako nestora wrocławskiej architektury i jednego z najbardziej aktywnych zawodowo architektów powojennego Wrocławia. Dziedzictwo kulturowe, jakie niesie nowatorska w chwili powstawania architektura budynku oraz jego wysoka wartość artystyczna i historyczna sprawiły, że budynek ten został wpisany na listę wrocławskich dóbr kultury współczesnej, między innymi w studium uwarunkowań i kierunków zagospodarowania przestrzennego dla Wrocławia z 2010 r. oraz z 2018 r.. Pojawiają się jednak opinie, że nowy obiekt po przebudowie z lat 2014-2017, choć nawiązujący do pierwotnego, nie jest już tym samym obiektem i zakładana ochrona, która miała być realizowana na podstawie przepisów o planowaniu i zagospodarowaniu przestrzennym, nie spełniła właściwie swojej funkcji, szczególności wobec braku miejscowego planu zagospodarowania przestrzennego dla tego obszaru, który określałby zakres wymaganej ochrony tego konkretnego obiektu.
Należy także wskazać, że cały obszar, w ramach którego leży przedmiotowa szkoła, chroniony jest wpisem do gminnej ewidencji zabytków, jako historyczny układ urbanistyczny Przedmieścia Piaskowego, stanowiący część Śródmieścia we Wrocławiu. W tym przypadku ochronie podlega założenie przestrzenne kształtowane począwszy od XVIII wieku do 1945 r.. Rodzaj ochrony określono jako inny. Założenie to widnieje pod identyfikatorem INSPIRE_ID: PL.1.9.ZIPOZ.NID_E_02_UU.4375. Stan zachowania określa się jako 4 – dobry / 5 – bardzo dobry.